# Mareil-sur-Mauldre
Mareil-sur-Mauldre – miejscowość i gmina we Francji, w regionie Île-de-France, w departamencie Yvelines.
Według danych na rok 1990 gminę zamieszkiwały 1804 osoby, a gęstość zaludnienia wynosiła 417 osób/km² (wśród 1287 gmin regionu Île-de-France Mareil-sur-Mauldre plasuje się na 504. miejscu pod względem liczby ludności, natomiast pod względem powierzchni na miejscu 728.).